# 1003 هـ
ألف وثلاثة 1003 هـ هي سنة في التقويم الهجري امتدت مقابلةً في التقويم الميلادي بين سنتي 1594 و1595.

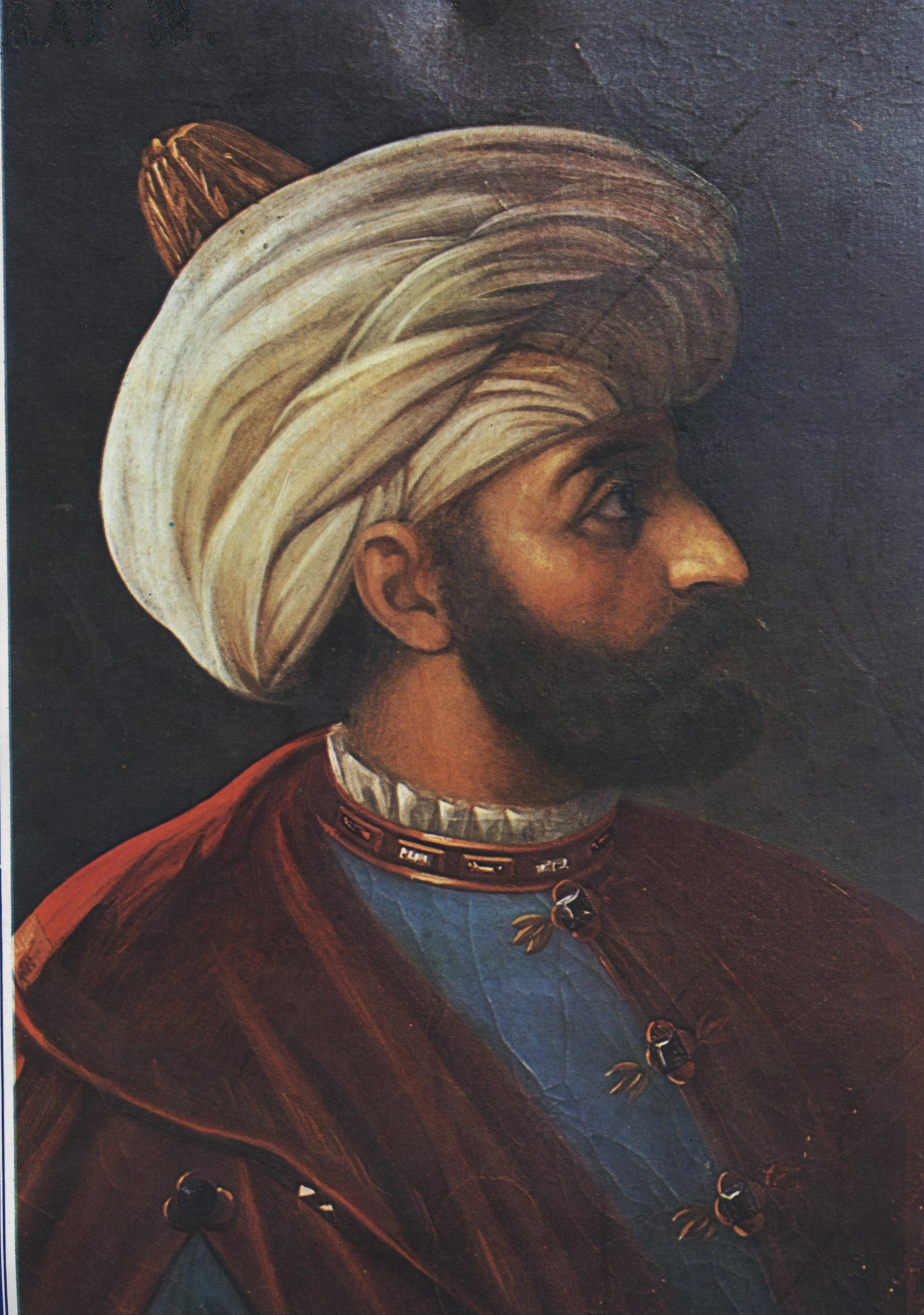
مراد الثالث

## مواليد
- آمنة المجلسي
- محمد تقي المجلسي

## وفيات
- علي بن محمد التمكروتي
- مراد الثالث
- أحمد بن المنلا الحصكفي